# هیپوگزانتین
هیپوزانتین (به انگلیسی: Hypoxanthine) با فرمول شیمیایی C5H4N4O یک نوکلئوزید با شناسه پاب‌کم ۶۵۶۹ است؛ که جرم مولی آن ۱۳۶٫۱۱۲ گرم بر مول می‌باشد. گزانتین از هیپوگزانتین بر اثر آنزیم گزانتین‌اکسیدورکتاز حاصل می‌شود.

هیپوگزانتین (one oxygen atom)
گزانتین (two oxygens)
اسیداوریک (three oxygens)

هیپوگزانتین یک مشتق طبیعی پورین است. گاهی اوقات به عنوان ترکیبی از اسیدهای نوکلئیک یافت می شود، جایی که در آنتی کدون tRNA به شکل نوکلئوزید اینوزین آن وجود دارد. دارای یک توتومر معروف به 6-هیدروکسی پورین است. هیپوگزانتین یک افزودنی ضروری در سلول‌ها، باکتری‌ها و کشت‌های انگل خاص به عنوان سوبسترا و منبع نیتروژن است. به عنوان مثال، معمولاً یک معرف مورد نیاز در کشت انگل مالاریا است، زیرا پلاسمودیوم فالسیپاروم به منبع هیپوگزانتین برای سنتز اسید نوکلئیک و متابولیسم انرژی نیاز دارد.